# Our Bright Future
 (novembre 2017).
Si vous disposez d'ouvrages ou d'articles de référence ou si vous connaissez des sites web de qualité traitant du thème abordé ici, merci de compléter l'article en donnant les références utiles à sa vérifiabilité et en les liant à la section « Notes et références ».
Albums de Tracy Chapman
Where You Live
(2005) Greatest Hits
(2015)
Singles
1. Sing for You
Sortie : 31 octobre 2008
2. Thinking of You
Sortie : 2009

Our Bright Future est le huitième album de l'auteure-compositeure-interprète folk et blues rock américaine Tracy Chapman, sorti en 2008.

## Présentation
L'album est coproduit par Larry Klein (en).
Le premier single extrait de l'album, Sing for You, est publié, sur internet, le 31 octobre 2008.
En promotion pour cet album, Chapman apparaît sur les stations de radio à travers l'Europe avec des interviews et des sessions. Chapman interprète également Sing for You dans l'émission de télévision américaine The Tonight Show with Jay Leno.
Une tournée européenne à l'appui du disque a lieu en novembre et décembre 2008. Chapman se produit de nouveau en Europe à l'été 2009. Une tournée américaine, initialement prévue pour janvier 2009, est, quant à elle, reportée en juillet et août la même année.
En décembre 2009, Our Bright Future obtient la certification disque de platine en France pour des ventes de plus de 100 000 exemplaires.
À la 52e cérémonie des Grammy Awards (2009), l'album est nommé pour une récompense dans la catégorie « Meilleur album folk contemporain ».

## Liste des titres
Toutes les chansons sont écrites et composées par Tracy Chapman.
| 1.    | Sing for You              | 4:25 |
| 2.    | I Did It All              | 3:10 |
| 3.    | Save Us All               | 3:47 |
| 4.    | Our Bright Future         | 4:13 |
| 5.    | For a Dream               | 3:18 |
| 6.    | Thinking of You           | 4:50 |
| 7.    | A Theory                  | 3:17 |
| 8.    | Conditional               | 4:06 |
| 9.    | Something to See          | 4:14 |
| 10.   | The First Person on Earth | 3:52 |
| 11.   | Spring                    | 3:06 |
| 42:18 |                           |      |

## Crédits
| - Tracy Chapman : guitare folk, guitare électrique, chant - Larry Goldings, Michael Webster, Rob Burger : claviers - Jared Faw : piano - Steve Gadd : batterie - Joe Gore : guitare acoustique et électrique, claviers - Larry Klein : basse, orgue - Dean Parks : guitare, clarinette, mandoline, pedal steel guitar - Joey Waronker : batterie, percussions - Rock Deadrick : chœurs - Carla Kihlstedt : violon, vielle à roue | - Production : Larry Klein, Tracy Chapman - Ingénierie : Helik Hadar - Ingénierie (assistant) : Kevin Mills - Mixage : Dave Way - Mastering : Bernie Grundman - Direction artistique, design : Matt Taylor - Artwork : Anika Kling - Photographie : James Minchin III |

## Certifications
| Région                                                                                                 | Certification | Ventes/Streams |
| --- | ------------- | -------------- |
| France (SNEP)                                                                                          | Platine       | 100 000*       |
| Suisse (IFPI)                                                                                          | Or            | 15 000x        |
| *Ventes selon la certification ^Mise en rayon selon la certification xNon précisé par la certification |               |                |